# Velika nagrada Mađarske 2018.
 Velika nagrada Mađarske

## Sudionici utrke
| #  | Vozač                | Momčad                           | Šasija            | Motor                             | Guma |
| -- | -------------------- | -------------------------------- | ----------------- | --------------------------------- | ---- |
| 2  | Stoffel Vandoorne    | McLaren F1 Team                  | McLaren MCL33     | Renault R.E.18 V6 t h 1.6         | P    |
| 3  | Daniel Ricciardo     | Aston Martin Red Bull Racing     | Red Bull RB14     | TAG Heuer V6 t h 1.6              | P    |
| 5  | Sebastian Vettel     | Scuderia Ferrari                 | Ferrari SF71H     | Ferrari 062 EVO V6 t h 1.6        | P    |
| 7  | Kimi Räikkönen       | Scuderia Ferrari                 | Ferrari SF71H     | Ferrari 062 EVO V6 t h 1.6        | P    |
| 8  | Romain Grosjean      | Haas F1 Team                     | Haas VF-18        | Ferrari 062 EVO V6 t h 1.6        | P    |
| 9  | Marcus Ericsson      | Alfa Romeo Sauber F1 Team        | Sauber C37        | Ferrari 062 EVO V6 t h 1.6        | P    |
| 10 | Pierre Gasly         | Red Bull Toro Rosso Honda        | Toro Rosso STR13  | Honda RA618H V6 t h 1.6           | P    |
| 11 | Sergio Pérez         | Sahara Force India F1 Team       | Force India VJM11 | Mercedes M09 EQ Power+ V6 t h 1.6 | P    |
| 14 | Fernando Alonso      | McLaren F1 Team                  | McLaren MCL33     | Renault R.E.18 V6 t h 1.6         | P    |
| 16 | Charles Leclerc      | Alfa Romeo Sauber F1 Team        | Sauber C37        | Ferrari 062 EVO V6 t h 1.6        | P    |
| 18 | Lance Stroll         | Williams Martini Racing          | Williams FW41     | Mercedes M09 EQ Power+ V6 t h 1.6 | P    |
| 20 | Kevin Magnussen      | Haas F1 Team                     | Haas VF-18        | Ferrari 062 EVO V6 t h 1.6        | P    |
| 27 | Nico Hülkenberg      | Renault Sport Formula One Team   | Renault R.S.18    | Renault R.E.18 V6 t h 1.6         | P    |
| 28 | Brendon Hartley      | Red Bull Toro Rosso Honda        | Toro Rosso STR13  | Honda RA618H V6 t h 1.6           | P    |
| 31 | Esteban Ocon         | Sahara Force India F1 Team       | Force India VJM11 | Mercedes M09 EQ Power+ V6 t h 1.6 | P    |
| 33 | Max Verstappen       | Aston Martin Red Bull Racing     | Red Bull RB14     | TAG Heuer V6 t h 1.6              | P    |
| 35 | Sergej Sirotkin      | Williams Martini Racing          | Williams FW41     | Mercedes M09 EQ Power+ V6 t h 1.6 | P    |
| 36 | Antonio Giovinazzi * | Alfa Romeo Sauber F1 Team        | Sauber C37        | Ferrari 062 EVO V6 t h 1.6        | P    |
| 44 | Lewis Hamilton       | Mercedes AMG Petronas Motorsport | Mercedes F1 W09   | Mercedes M09 EQ Power+ V6 t h 1.6 | P    |
| 55 | Carlos Sainz         | Renault Sport Formula One Team   | Renault R.S.18    | Renault R.E.18 V6 t h 1.6         | P    |
| 77 | Valtteri Bottas      | Mercedes AMG Petronas Motorsport | Mercedes F1 W09   | Mercedes M09 EQ Power+ V6 t h 1.6 | P    |

* Zamjena, treći vozač

## Najbrža vremena treninga
| Trening    | Vozač | Konstruktor | Vrijeme | Gume | Krugovi |
| ---------- | ----- | ----------- | ------- | ---- | ------- |
| 1. trening |       |             |         |      |         |
| 2. trening |       |             |         |      |         |
| 3. trening |       |             |         |      |         |

## Rezultati kvalifikacija
| Poz. | Br. | Vozač | Konstruktor | Kvalifikacijska vremena | Kvalifikacijska vremena | Kvalifikacijska vremena | Grid |
| Poz. | Br. | Vozač | Konstruktor | Q1                      | Q2                      | Q3                      | Grid |
| ---- | --- | ----- | ----------- | ----------------------- | ----------------------- | ----------------------- | ---- |
| 1.   |     |       |             |                         |                         |                         |      |
| 2.   |     |       |             |                         |                         |                         |      |
| 3.   |     |       |             |                         |                         |                         |      |
| 4.   |     |       |             |                         |                         |                         |      |
| 5.   |     |       |             |                         |                         |                         |      |
| 6.   |     |       |             |                         |                         |                         |      |
| 7.   |     |       |             |                         |                         |                         |      |
| 8.   |     |       |             |                         |                         |                         |      |
| 9.   |     |       |             |                         |                         |                         |      |
| 10.  |     |       |             |                         |                         |                         |      |
|      |     |       |             |                         |                         |                         |      |
| 11.  |     |       |             |                         |                         |                         |      |
| 12.  |     |       |             |                         |                         |                         |      |
| 13.  |     |       |             |                         |                         |                         |      |
| 14.  |     |       |             |                         |                         |                         |      |
| 15.  |     |       |             |                         |                         |                         |      |
|      |     |       |             |                         |                         |                         |      |
| 16.  |     |       |             |                         |                         |                         |      |
| 17.  |     |       |             |                         |                         |                         |      |
| 18.  |     |       |             |                         |                         |                         |      |
| 19.  |     |       |             |                         |                         |                         |      |
| 20.  |     |       |             |                         |                         |                         |      |

## Rezultati utrke
| Poz. | Br. | Vozač | Konstruktor | Krugovi | Vrijeme / Razlog odustajanja | Grid | Bodovi |
| ---- | --- | ----- | ----------- | ------- | ---------------------------- | ---- | ------ |
| 1.   |     |       |             |         |                              |      | 25     |
| 2.   |     |       |             |         |                              |      | 18     |
| 3.   |     |       |             |         |                              |      | 15     |
| 4.   |     |       |             |         |                              |      | 12     |
| 5.   |     |       |             |         |                              |      | 10     |
| 6.   |     |       |             |         |                              |      | 8      |
| 7.   |     |       |             |         |                              |      | 6      |
| 8.   |     |       |             |         |                              |      | 4      |
| 9.   |     |       |             |         |                              |      | 2      |
| 10.  |     |       |             |         |                              |      | 1      |
| 11.  |     |       |             |         |                              |      |        |
| 12.  |     |       |             |         |                              |      |        |
| 13.  |     |       |             |         |                              |      |        |
| 14.  |     |       |             |         |                              |      |        |
| 15.  |     |       |             |         |                              |      |        |
| Odu. |     |       |             |         |                              |      |        |
| Odu. |     |       |             |         |                              |      |        |
| Odu. |     |       |             |         |                              |      |        |
| Odu. |     |       |             |         |                              |      |        |
| Odu. |     |       |             |         |                              |      |        |

| Najbrži krug utrke |
| Vodstvo u utrci    |

## Zanimljivosti

### Vozači
- 67. pobjeda i 76. najbolja startna pozicija za Lewisa Hamiltona.
- 106. postolje za Sebastiana Vettela.
- 99. postolje za Kimija Räikkönena.

## Poredak nakon 12 od 21 utrke
| Pozicija | Pozicija | Vozač             | Bodovi |
| -------- | -------- | ----------------- | ------ |
| 1.       | 1.       | Lewis Hamilton    | 213    |
| 2.       | 2.       | Sebastian Vettel  | 189    |
| 3.       | 3.       | Kimi Räikkönen    | 146    |
| 4.       | 4.       | Valtteri Bottas   | 132    |
| 5.       | 5.       | Daniel Ricciardo  | 118    |
| 6.       | 6.       | Max Verstappen    | 105    |
| 7.       | 7.       | Nico Hülkenberg   | 52     |
| 8.       | 1        | Kevin Magnussen   | 45     |
| 9.       | 1        | Fernando Alonso   | 44     |
| 10.      | 10.      | Sergio Pérez      | 30     |
| 11.      | 1        | Carlos Sainz      | 30     |
| 12.      | 1        | Esteban Ocon      | 29     |
| 13.      | 1        | Pierre Gasly      | 26     |
| 14.      | 1        | Romain Grosjean   | 21     |
| 15.      | 15.      | Charles Leclerc   | 13     |
| 16.      | 16.      | Stoffel Vandoorne | 8      |
| 17.      | 17.      | Marcus Ericsson   | 5      |
| 18.      | 18.      | Lance Stroll      | 4      |
| 19.      | 19.      | Brendon Hartley   | 2      |

| Pozicija | Pozicija | Konstruktor          | Bodovi |
| -------- | -------- | -------------------- | ------ |
| 1.       | 1.       | Mercedes             | 345    |
| 2.       | 2.       | Ferrari              | 335    |
| 3.       | 3.       | Red Bull-TAG Heuer   | 223    |
| 4.       | 4.       | Renault              | 82     |
| 5.       | 1        | Haas-Ferrari         | 66     |
| 6.       | 1        | Force India-Mercedes | 59     |
| 7.       | 7.       | McLaren-Renault      | 52     |
| 8.       | 8.       | Toro Rosso-Honda     | 28     |
| 9.       | 9.       | Sauber-Ferrari       | 18     |
| 10.      | 10.      | Williams-Mercedes    | 4      |

| Prethodna utrka               | Formula 1 – sezona 2018. | Sljedeća utrka               |
| ----------------------------- | ------------------------ | ---------------------------- |
| Velika nagrada Njemačke 2018. | Formula 1 – sezona 2018. | Velika nagrada Belgije 2018. |